# Las Garcitas
Las Garcitas est une localité argentine située dans la province du Chaco et dans le département de Sargento Cabral.

## Démographie
Sa population était de 3 032 habitants (Indec, 2001), ce qui représente une croissance de 19,2 % par rapport au recensement précédent de 1991 qui comptait 2 405 habitants. Dans la municipalité, le total s'élevait à 4 244.